# Debra McCabe
Debra Lynne McCabe est une actrice canadienne.

## Filmographie
- 1999 : Exhibit A: Secrets of Forensic Science (série télévisée) : Cop
- 2002 : Escape from the Newsroom (TV) : Casting Person
- 2002 : Sweet Sixteen : Gail Thompson
- 2003 : Starhunter (en) (série télévisée) : Vayla
- 2003 : Doc (série télévisée) : Dr. Wilson
- 2004 : Naked Josh (série télévisée) : Sophie
- 2004 : Missing : Disparus sans laisser de trace (1-800-Missing) (série télévisée) : Mona Seabrooke
- 2006 : North/South (série télévisée) : Melissa Kilcoyne
- 2006 : Saw III : Danica Scott
- 2006 : 72 Hours: True Crime (série télévisée) : Helen Schneeberger
- 2007 : Lies and Crimes (TV) : Arlene
- 2007 : Til Death Do Us Part (série télévisée) : Kim Tyler
- 2007 : Degrassi : La Nouvelle Génération (Degrassi: The Next Generation) (série télévisée) : Emily Nuñez
- 2007 : Painkiller Jane (série télévisée) : Shelly
- 2007 : Les 4400 (The 4400) (série télévisée) : Mrs. Powell
- 2008 : Sticks and Stones (TV) : Linda Martin
- 2008 : Un cœur d'athlète (Victor) (TV) : Leona Heyens
- 2008 : The Border (série télévisée) : Yvonne Castle
- 2008 : Guns (feuilleton TV) : Kelly Farrell